# Black Water (альбом Maruv)
Black Water — дебютный студийный альбом украинской певицы Maruv, выпущенный 28 сентября 2018 года на лейбле Warner Music Russia.

## Синглы
29 декабря 2017 года была выпущена песня «Drunk Groove» в качестве ведущего сингла из альбома и сразу приобрела известность во всём мире.
«Focus On Me» была выпущена 30 июля 2018 года в качестве второго сингла из альбома. Вместе с выходом Black Water был выпущен ремикс под названием «Focus On Me (Strip Version)».

## История
Maruv заявила об альбоме следующее:
В этом музыкальном путешествии вы пройдётесь по состояниям танца, мистики и секса, разочарования, одиночества.Maruv
Певица также сообщила, что в альбом не вошло семь песен, три из которых, по словам певицы, выйдут в скором времени.
За несколько дней до премьеры альбома в Instagram Maruv вышло несколько провокационных фото в поддержку альбома.
10 июля 2019 была выпущена хип-хоп-версия песни «Black Water», записанная при участии исполнительницы Betty, одной из участниц афроукраинской хип-хоп-группы Fo Sho. Вместе с песней был выпущен клип.

## Награды и номинации
| Награда            | Год  | Кандидат/работа | Категория                           | Результат | Прим. |
| ------------------ | ---- | --------------- | ----------------------------------- | --------- | ----- |
| Премия Муз-ТВ 2019 | 2019 | Black Water     | «Лучший альбом»                     | Номинация | [ 8 ] |
| Премия Муз-ТВ 2019 | 2019 | «Drunk Groove»  | «Лучшая песня на иностранном языке» | Номинация | [ 8 ] |

## Список композиций
| №   | Название                                   | Автор(ы)                  | Продюсеры    | Длительность |
| --- | ------------------------------------------ | ------------------------- | ------------ | ------------ |
| 1.  | «Drunk Groove» (совместно с Boosin)        | Анна Корсун               | Boosin       | 3:46         |
| 2.  | «LaLaLa»                                   | Анна Корсун               | Boosin Maruv | 3:16         |
| 3.  | «ETL»                                      | Анна Корсун               | Boosin Maruv | 3:56         |
| 4.  | «Looking for You»                          | Анна Корсун               | Boosin Maruv | 3:48         |
| 5.  | «Black Water»                              | Анна Корсун               | Boosin Maruv | 3:49         |
| 6.  | «Drive Me Crazy»                           | Анна Корсун               | Boosin Maruv | 3:02         |
| 7.  | «Crooked»                                  | Александра Карягина (Shy) | Boosin Maruv | 3:26         |
| 8.  | «No Love»                                  | Анна Корсун               | Boosin Maruv | 3:29         |
| 9.  | «Lonely»                                   | Анна Корсун               | Boosin Maruv | 2:57         |
| 10. | «Give Me Love» (при участии De La Ghetto)  | Анна Корсун               | Boosin Maruv | 4:32         |
| 11. | «Shame On You»                             | Анна Корсун               | Boosin Maruv | 3:05         |
| 12. | «Focus On Me»                              | Анна Корсун Михаил Бусин  | Boosin       | 2:55         |
| 13. | «Shukala» (Bonus Track)                    | Анна Корсун               | Boosin       | 3:51         |
| 14. | «Sama» (Bonus Track)                       | Анна Корсун               | Boosin       | 3:29         |
| 15. | «Focus On Me» (Strip Version; Bonus Track) | Анна Корсун Михаил Бусин  | Boosin Maruv | 3:20         |

## Чарты
| Чарт (2018—2019)  | Высшая позиция |
| ----------------- | -------------- |
| Россия (iTunes)   | 3              |
| Мир (Google Play) | 10             |

| Чарт (2018)              | Песня        | Высшая позиция |
| ------------------------ | ------------ | -------------- |
| Top Radio & YouTube Hits | Drunk Groove | 1              |
| Top Radio & YouTube Hits | Focus On Me  | 3              |
| Top Radio & YouTube Hits | Black Water  | 136            |
| Top Radio Hits           | Drunk Groove | 1              |
| Top Radio Hits           | Focus On Me  | 2              |
| Top Radio Hits           | Black Water  | 112            |
| Top YouTube Hits         | Drunk Groove | 14             |
| Top YouTube Hits         | Focus On Me  | 95             |

## Сертификации
| Регион | Сертификация  | Продажи |
| --- | ------------- | ------- |
| Россия (NFPF) | 3× Платиновый | 30 000* |
| * Данные о продажах приведены только на основе сертификации. · ^ Данные о тиражах приведены только на основе сертификации. · Данные о продажах + прослушиваниях приведены только на основе сертификации. |               |         |